# Лебединська сільська рада (Шполянський район)
Лебеди́нська сільська́ ра́да — адміністративно-територіальна одиниця та орган місцевого самоврядування у Шполянському районі Черкаської області. Адміністративний центр — село Лебедин.

## Загальні відомості
- Населення ради: 4 611 особа (станом на 2001 рік)

## Населені пункти
Сільській раді підпорядковані населені пункти:
- с. Лебедин

## Склад ради
Рада складалася з 20 депутатів та голови.
- Голова ради: Рудас Олексій Петрович
- Секретар ради: Рудас Надія Анатоліївна

### Керівний склад попередніх скликань
| Прізвище, ім'я, по батькові | Основні відомості                                                         | Дата обрання | Дата звільнення |
| --------------------------- | ------------------------------------------------------------------------- | ------------ | --------------- |
| Галата Віктор Миколайович   | Сільський голова, 1960 року народження, безпартійний                      | 26.03.2006   | 31.10.2010      |
| Рудас Олексій Петрович      | Сільський голова, 1954 року народження, освіта вища, член Партії регіонів | 31.10.2010   |                 |

Примітка: таблиця складена за даними сайту Верховної Ради України

### Депутати
За результатами місцевих виборів 2010 року депутатами ради стали:

#### За суб'єктами висування
| Суб'єкт висування | Кількість обраних депутатів | %  |
| ----------------- | --------------------------- | -- |
| Партія регіонів   | 13                          | 65 |
| Самовисування     | 7                           | 35 |

#### За округами
| № округу        | Прізвище, ім'я, по батькові      | Дата визнання обраним | Освіта  | Партійна приналежність                | Відомості про обраного депутата               |
| --------------- | -------------------------------- | --------------------- | ------- | ------------------------------------- | --------------------------------------------- |
| Партія регіонів |                                  |                       |         |                                       |                                               |
| 1               | Ржевська Надія Олександрівна     | 03.11.2010            | середня | член Партії регіонів                  | тимчасово не працює                           |
| 2               | Полюх Олег Валерійович           | 03.11.2010            | середня | член Партії регіонів                  | ВАТ ЛНЗ, слюсар                               |
| 3               | Науменко Сергій Володимирович    | 03.11.2010            | середня | член Партії регіонів                  | тимчасово не працює                           |
| 8               | Сидоренко Руслан Олександрович   | 03.11.2010            | середня | член Партії регіонів                  | приватний підприємець                         |
| 9               | Торохтій Микола Петрович         | 03.11.2010            | середня | член Партії регіонів                  | ВАТ ЛНЗ, головний механік                     |
| 10              | Пухлій Дмитро Анатолійович       | 03.11.2010            | середня | член Партії регіонів                  | тимчасово не працює                           |
| 12              | Юдіна Лідія Павлівна             | 03.11.2010            | середня | член Партії регіонів                  | тимчасово не працює                           |
| 13              | Волик Петро Олександрович        | 03.11.2010            | середня | член Партії регіонів                  | приватний підприємець                         |
| 14              | Рудас Надія Анатоліївна          | 03.11.2010            | середня | член Партії регіонів                  | тимчасово не працює                           |
| 15              | Волик Юрій Володимирович         | 03.11.2010            | середня | член Партії регіонів                  | приватний підприємець                         |
| 16              | Петрійчук Сергій Анатолійович    | 03.11.2010            | середня | член Партії регіонів                  | Шполянське УГГ, майстер газового госп.        |
| 18              | Лозова Галина Олексіївна         | 03.11.2010            | середня | член Партії регіонів                  | тимчасово не працює                           |
| 19              | Черкесова Лідія Сергіївна        | 03.11.2010            | середня | член Партії регіонів                  | провідник                                     |
| Самовисування   |                                  |                       |         |                                       |                                               |
| 4               | Лозовий Микола Пилипович         | 03.11.2010            | середня | позапартійний                         | фермерське господ, голова                     |
| 5               | Осавула Лідія Іванівна           | 03.11.2010            | вища    | позапартійна                          | Школа № 2, директор                           |
| 6               | Карасюк Микола Федорович         | 03.11.2010            | вища    | позапартійний                         | фермерське господ, голова                     |
| 7               | Запорожець Наталія Олександрівна | 03.11.2010            | вища    | позапартійна                          | Сільська рада, землевпорядник                 |
| 11              | Погасій Тетяна Василівна         | 03.11.2010            | середня | позапартійна                          | Сільська рада, секретар                       |
| 17              | Поліщук Світлана Володимирівна   | 03.11.2010            | середня | член Політичної партії «Наша Україна» | приватний підприємець                         |
| 20              | Волик Микола Семенович           | 03.11.2010            | вища    | позапартійний                         | Лебединська дільнична лікарня, головний лікар |

## Природно-заповідний фонд
На землях сільради розташовано гідрологічний заказник місцевого значення Митницький.